# Bureå kommunala realskola
Bureå kommunala realskola var en kommunal realskola i Bureå verksam från 1951 till 1963.

## Historia
Skolan bildades som en högre folkskola. År 1951 ombildades denna till en kommunal mellanskola vilken senare ombildades till kommunal realskola 1 juli 1952.
Realexamen gavs från 1951 till 1963.
Skolbyggnaden, ritad av Birger Dahlberg invigdes 1936 för höga folkskolan. Den används numera av Bureskolan.